# 臨時首都
臨時首都（りんじしゅと）とは、国家において一時的に本来とは別に首都と定められる都市のこと。戦乱などさまざまな事由により、憲法などで定められた「首都であるべき都市」に首都機能が置くことができない場合や、正式な首都が未定である場合に定められる。暫定首都とも。また、首都機能が一時的に移転された場合もこのように表現される。

## 近代以降の臨時首都の例

### 東アジア
広島市（大日本帝国、1894年）
日本（大日本帝国）では、日清戦争中の1894年に大本営が広島市に設置され（広島大本営）、これを指揮するために明治天皇が移り、帝国議会（第7回帝国議会）も広島臨時仮議事堂で開催された。このため「広島市が臨時首都の様相を呈した」といった形容が用いられる。
重慶市（中華民国、1937年 - 1946年）
日中戦争中の臨時首都。首都南京を失陥した国民政府（蔣介石政権）は、政府を重慶に移した。
平壌市（朝鮮民主主義人民共和国、1948年 - 1972年）
1948年に建国された朝鮮民主主義人民共和国は、憲法において首都をソウルと定めており、平壌は臨時首都であった。1972年に制定された朝鮮民主主義人民共和国社会主義憲法により、憲法上の首都も平壌となった。
台北市（中華民国、1949年 - ?）
第二次国共内戦以後の臨時首都。1949年4月に首都南京を失陥した中華民国は、広州、重慶、成都と政府を移動させたのち、1949年12月7日に台北に政府を移転した。現行の中華民国憲法（1947年制定）などで首都の明文規定はないものの、「公式な首都」は南京とされ、台北は戦時首都あるいは中央政府所在地とされていた。
1990年代の民主化後は台北が首都であるという認識が主流となり、2016年5月に退任した馬英九元総統も同年8月に母校の台湾大学で行った講演の中で、「（中華民国の首都は）ここ、台北だ」と発言した。馬元総統は「中華民国の首都」について質問したソウル大学の学生に対し、「（国民政府が中国大陸から台湾に移転した）1949年より前の首都は南京だが、今は台北だ」と説明した上で、「首都とは中央政府の所在地で、その中央政府は現在台北にある」と発言したという。また、2022年に外交部が発行した「Taiwan at a Glance(ひと目でわかる台湾)」によれば、首都は台北市となっている。

釜山市（大韓民国、1950年 - 1953年）
朝鮮戦争時の臨時首都（朝鮮語: 임시수도）。1950年6月に首都ソウルを失陥した大韓民国は、政府を大田・大邱に後退させ、8月には釜山市を臨時首都とした。以後、ソウルを韓国が奪回した一時期（1950年9月 - 1951年1月）を除き、1953年8月まで臨時首都として機能した。釜山市にあった臨時大統領官邸は現在「臨時首都紀念館」となっている。

### 東南アジア
ジョグジャカルタ市（インドネシア、1946年 - 1949年）
インドネシア独立戦争中、インドネシア共和国政府がジャカルタから移転し、一時的に首都となった。

### 南アジア
ラーワルピンディー（パキスタン、1959年 - 1970年）
独立当初のパキスタンは沿岸部のカラチを首都としていた。1959年、内陸部のラーワルピンディー（パキスタン陸軍司令部所在地）郊外に新たな首都（イスラマバード）を建設することが決定、新首都建設中の1959年から1970年にかけて、ラーワルピンディーが臨時首都とされた。

### 西アジア
テルアビブ（イスラエル、1948年 - 1949年）
1948年5月のイスラエル独立宣言はテルアビブで行われ、首都機能が置かれた。1949年12月にイスラエルはエルサレムを自国の首都と宣言したことから、テルアビブは「臨時首都」とも表現される。ただし、国際連合や多くの国は、エルサレムを「永遠の首都」とするイスラエルの主張を認めておらず、多くの国はテルアビブに大使館を置く。「イスラエルの首都」の位置づけはパレスチナ問題の重要な争点の一つである（エルサレム#首都問題、エルサレムをイスラエルの首都とするアメリカ合衆国の承認なども参照）。
ラマッラー（パレスチナ国、1988年 -　）
パレスチナ自治政府は独立後の首都をエルサレム（東エルサレム）と主張している。
アデン（イエメン、2015年 - ）
イエメン内戦で、アブド・ラッボ・マンスール・ハーディー大統領が首都サナアから移り、暫定政府を置いた。各種報道で「暫定首都」と報じられており、日本の外務省もアデンを「暫定首都」と位置づける発表を行っている。

### アフリカ
ティファリティ（サハラ・アラブ民主共和国、2008年 -　）
1976年にポリサリオ戦線が樹立を宣言したサハラ・アラブ民主共和国（西サハラ）は首都をアイウンとするが、主張する領土の大部分はモロッコによって実効支配されており、アルジェリア領内のティンドゥフを拠点に亡命政府として活動している（西サハラ問題）。サハラ・アラブ民主共和国は実効支配地域のビル・ラフルーを臨時首都と位置づけていたが、2008年にティファリティに変更した。

### ヨーロッパ
カウナス（リトアニア、1920年 - 1940年）
両大戦間期のリトアニア共和国の臨時首都。本来の首都であったヴィリニュスが、ポーランド・リトアニア戦争中の1920年にポーランド共和国に占領され、中部リトアニア共和国（1920年 - 1922年）が建国された後にポーランド共和国に併合されたため、リトアニア共和国はカウナスを臨時首都とした。
サロ（イタリア社会共和国、1943年 - 1945年）
第二次世界大戦中、ナチス・ドイツの傀儡国としてベニート・ムッソリーニを首班として樹立されたイタリア社会共和国の拠点として知られる町（イタリアの正統な政府として承認しないという立場から、政体自体が「サロ共和国」とも呼称される）。公式な首都はローマとされていた。なお、ムッソリーニの本拠地は状況に応じてサロ以外に移動しており、最終的にはミラノに置かれた。
ボン（ドイツ連邦共和国、1949年 - 1990年）
冷戦時代のドイツ連邦共和国（西ドイツ）は、1949年制定のドイツ連邦共和国基本法第22条において連邦首都（Bundeshauptstadt）をベルリンと定めており、ボンは暫定首都とされていた。1990年のドイツ再統一後、ドイツ連邦共和国の首都はベルリンに移転した。ベルリンに首都が移転したのち、ボンは連邦市（Bundesstadt）と位置づけられ、一部省庁が置かれている。

### アメリカ
モンゴメリー（アメリカ連合国、1861年）
1861年2月4日、アメリカ合衆国からの離脱を宣言したアメリカ連合国は、アラバマ州モンゴメリーでアメリカ連合国臨時議会を召集。同年5月29日にバージニア州リッチモンドが新たに首都として定められるまで、モンゴメリーが首都としての機能を果たした。なお、南北戦争末期の1865年4月3日にリッチモンドが陥落すると、政府はバージニア州ダンビルに移転し、この地が1週間の間「首都」となった。アメリカ連合国#首都参照。
ブレイズ（モントセラト、1998年 - ）
カリブ海に位置するイギリスの海外領土モントセラトでは、1998年の火山活動によって首都プリマスを含む島の南半部が大きな被害を受けたために放棄され、島の北半部のブレイズに政府機能が移転した。ブレイズにほど近いリトルベイ一帯を開発し、正式な首都を移す予定である。

### オセアニア
メルボルン（オーストラリア連邦、1901年 - 1927年）
1901年、イギリスがオーストラリアに持つ6つの植民地が独立し、オーストラリア連邦が建国された。大陸の二大都市シドニーとメルボルンの間では、独立後の首都をどちらに置くかについて長い争いがあったため、両者と別個に新首都を建設することとなった。独立直後はメルボルンに政府機能が置かれたが、首都 (capital) の語は用いられず、暫定首都（temporary seat of government, 政府臨時所在地）とされた。新首都予定地として1908年にキャンベラが選定され、都市建設の後、1927年に正式に首都が移転した。